# 기노시타 마사키
기노시타 마사키(일본어: 木下 正貴, 1989년 6월 22일 ~ )는 일본의 전 축구 선수이다.

## 구단 경력
과거 감바 오사카, 로아소 구마모토, 방포레 고후, AC 나가노 파르세이루에서 활동하였다.